# 笹山義弘
笹山 義弘（ささやま よしひろ、1952年（昭和27年）10月10日 - ）は、日本の政治家。鹿児島県姶良市長（2期）、加治木町長（1期）、加治木町議会議員（1期）などを歴任した。

## 来歴
鹿児島県姶良郡加治木町（現姶良市）で生まれ育つ。1971年（昭和46年）3月、鹿児島県立加治木高等学校卒業。1972年（昭和47年）9月、大阪電気通信大学工学部中退。1973年（昭和48年）4月、山口眼鏡株式会社に就職。その後有限会社時計メガネのササヤマに移り、1994年（平成6年）9月に同社の代表取締役に就任。 
1999年（平成11年）5月から2002年（平成14年）6月まで加治木町議会議員を務めた。2006年（平成18年）12月、加治木町長に就任。
2010年（平成22年）3月23日、蒲生町・姶良町・加治木町の3町が合併して姶良市が発足する。これに伴って行われた市長選で初当選。3期目を狙う2018年（平成30年）の市長選で落選。

## 市長選挙の結果

### 2010年（平成22年）
2010年（平成22年）4月25日執行。旧姶良町長の城光寺俊和との一騎討ちを制し初当選を果たした。
※当日有権者数：59,389人 最終投票率：68.69%（前回比：pts）
| 候補者名   | 年齢 | 所属党派 | 新旧別 | 得票数   | 得票率 | 推薦・支持 |
| ---------- | ---- | -------- | ------ | -------- | ------ | ---------- |
| 笹山義弘   | 57   | 無所属   | 新     | 21,182票 | 52.54% |            |
| 城光寺俊和 | 65   | 無所属   | 新     | 19,132票 | 47.46% |            |

### 2014年（平成26年）
2014年（平成26年）4月20日執行。元日本テレビプロデューサーの湯元敏浩を僅差で破り再選。下の名前が同じ「よしひろ」だったため按分票が発生した。
※当日有権者数：60,096人 最終投票率：61.43%（前回比：-7.26pts）
| 候補者名 | 年齢 | 所属党派 | 新旧別 | 得票数       | 得票率 | 推薦・支持 |
| -------- | ---- | -------- | ------ | ------------ | ------ | ---------- |
| 笹山義弘 | 61   | 無所属   | 現     | 18,622.714票 | 51.02% |            |
| 湯元敏浩 | 49   | 無所属   | 新     | 17,877.285票 | 48.98% |            |

### 2018年（平成30年）
2018年（平成30年）4月22日執行。前回戦った湯元敏浩に敗れ落選。下の名前が同じ「よしひろ」だったため按分票が発生した。
※当日有権者数：61,911人 最終投票率：59.92%（前回比：－1.51pts）
| 候補者名 | 年齢 | 所属党派 | 新旧別 | 得票数       | 得票率 | 推薦・支持 |
| -------- | ---- | -------- | ------ | ------------ | ------ | ---------- |
| 湯元敏浩 | 53   | 無所属   | 新     | 19,678.239票 | 53.52% |            |
| 笹山義弘 | 65   | 無所属   | 現     | 17,088.760票 | 46.48% |            |

### 2022年（令和4年）
2022年4月17日執行。湯元に再び敗れ落選。
※当日有権者数：62,596人 最終投票率：54.53%（前回比：−5.39pts）
| 候補者名 | 年齢 | 所属党派 | 新旧別 | 得票数       | 得票率 | 推薦・支持 |
| -------- | ---- | -------- | ------ | ------------ | ------ | ---------- |
| 湯元敏浩 | 57   | 無所属   | 現     | 17,764.728票 | 52.80% |            |
| 笹山義弘 | 69   | 無所属   | 元     | 15,880.271票 | 47.20% |            |